# Lista typów gier w analizie transakcyjnej
Typy gier opisywane w analizie transakcyjnej w ujęciu Erica Berne'a.
- Gry życiowe
  - Alkoholik
  - Dłużnik
  - Teraz cię mam, ty sukinsynu
  - Patrz, co przez ciebie zrobiłem

- Gry małżeńskie
  - Kozi róg
  - Sąd
  - Oziębła kobieta
  - Udręczona
  - Gdyby nie ty
  - Patrz, jak bardzo się starałem
  - Kochanie

- Gry na przyjęciach
  - Ależ to okropne
  - Wada
  - Skaleczenie
  - Spryt
  - Dlaczego ty nie - tak ale

- Gry seksualne
  - Walczcie ze sobą
  - Perwersja
  - Gwałt
  - Gra w pończoszkę
  - Awantura

- Gry świata podziemnego
  - Policjanci i złodzieje
  - Jak się stąd wydostać
  - Wytnijmy numer Józkowi

- Gry terapeutyczne
  - Cieplarnia
  - Ja tylko próbuję ci pomóc
  - Ubóstwo
  - Wieśniaczka
  - Psychiatria
  - Głupi
  - Drewniana noga

- Gry konstruktywne
  - Pracowite wakacje
  - Szarmancki
  - Filantrop
  - Lokalny mędrzec
  - Będziecie jeszcze dumni, że mnie znacie